# Park im. Marka Kotańskiego w Warszawie
Park im. Marka Kotańskiego – park w Warszawie znajdujący się w dzielnicy Włochy.
Do 2008 roku był nienazwanym osiedlowym placem.
Od 2010 roku w parku znajduje się sezonowe lodowisko.

## Lokalizacja
Park znajduje się obok stacji kolejowej Warszawa Rakowiec oraz Alei Krakowskiej.

## Obiekty
Na terenie parku znajdują się m.in.:
- plac zabaw
- dwa boiska koszykarskie
- siłownia plenerowa
- wybieg dla psów
- boisko do siatkówki
- skatepark
- dwa boiska do piłki nożnej